# Plinthisus brevipennis
Plinthisus brevipennis är en insektsart som först beskrevs av Pierre André Latreille 1807. Enligt Catalogue of Life ingår Plinthisus brevipennis i släktet Plinthisus och familjen Rhyparochromidae, men enligt Dyntaxa är tillhörigheten istället släktet Plinthisus och familjen fröskinnbaggar. Arten är reproducerande i Sverige. Inga underarter finns listade i Catalogue of Life.